# Reykholt (Bláskógabyggð)
Reykholt ist ein Ort im Süden Islands. In Island hat er den Beinamen í Árnessýslu oder í Biskupstungum zur Unterscheidung zum anderen Ort mit diesem Namen.
Der Ort liegt an der Biskupstungnabraut  und ist 96 Straßenkilometer von Reykjavík entfernt. Bis zum Geysir sind es 19 und zum Gullfoss 29 km. Reykholtshver war ein Geysir, der etwa alle 10 Minuten sprang. Er ist inzwischen gefasst und das heiße Wasser wird zur Erwärmung z. B. der Schule und von Gewächshäusern genutzt.
In Reykholt ist die Verwaltung der Gemeinde Bláskógabyggð. Der Ort geht auf das Jahr 1928 zurück, als man hier ein Schulhaus baute. Es war eins der ersten Schulgebäude auf dem Lande in Island.

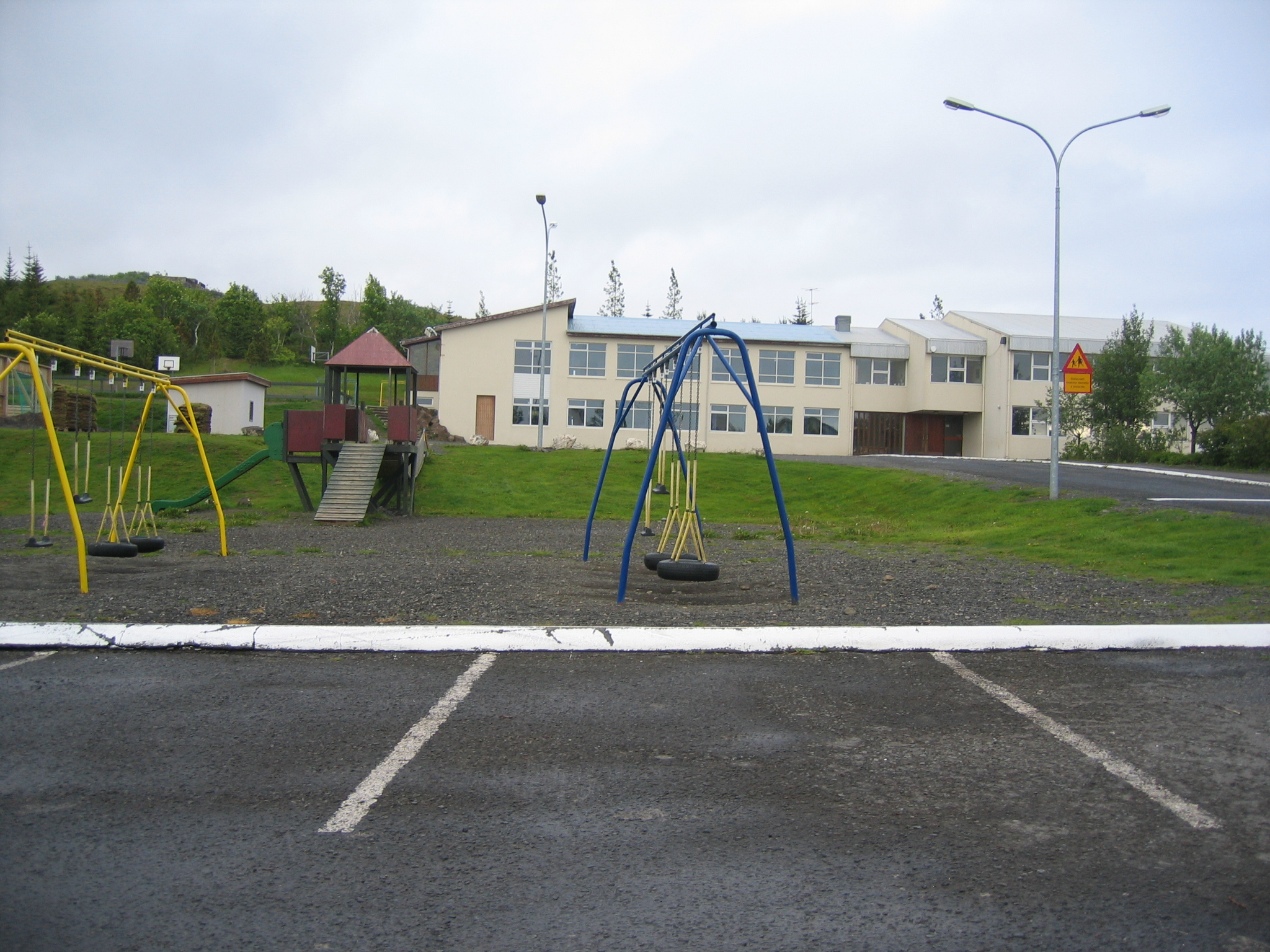
Grundschule Reykholt
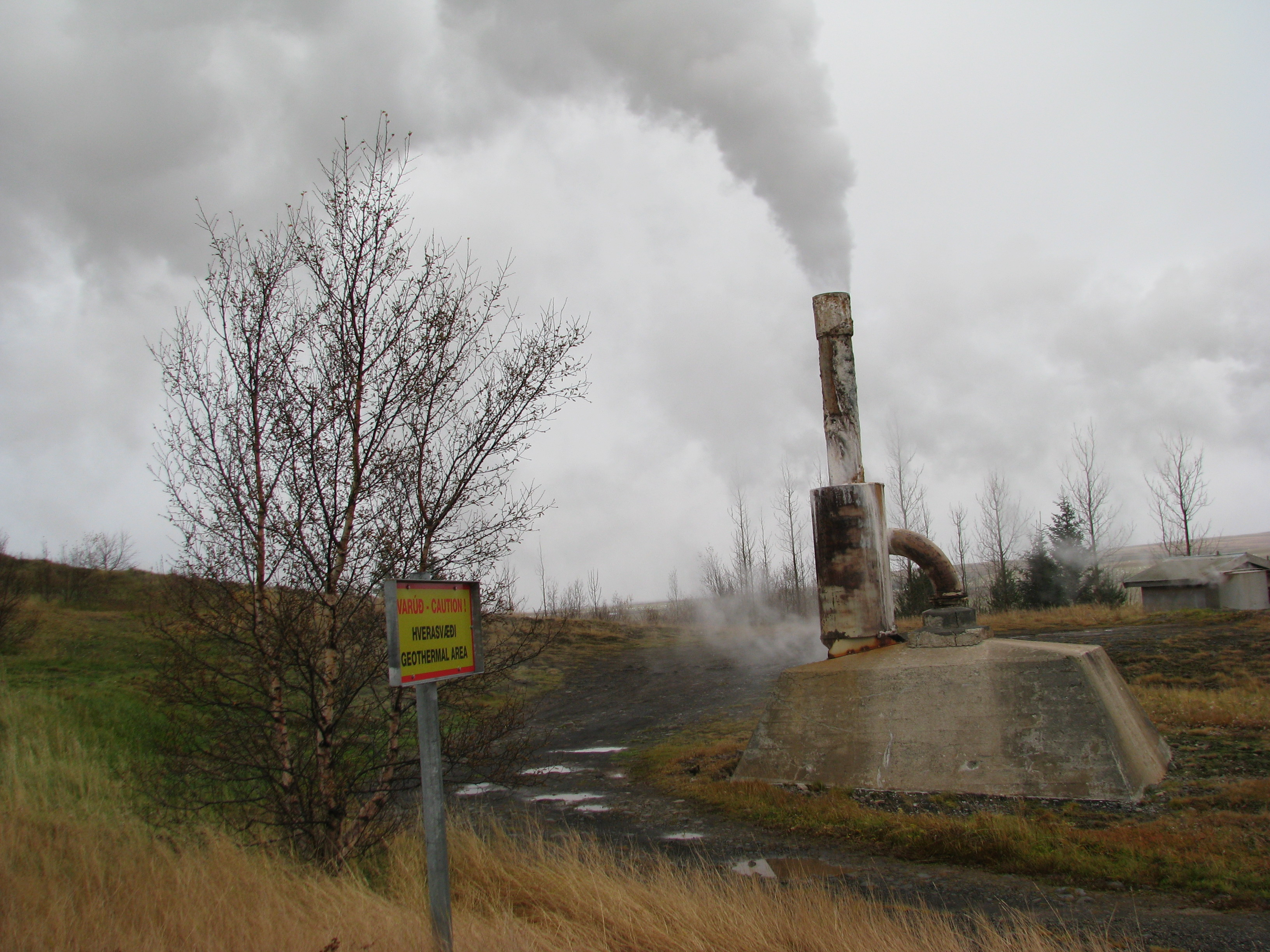
Reykholtshver
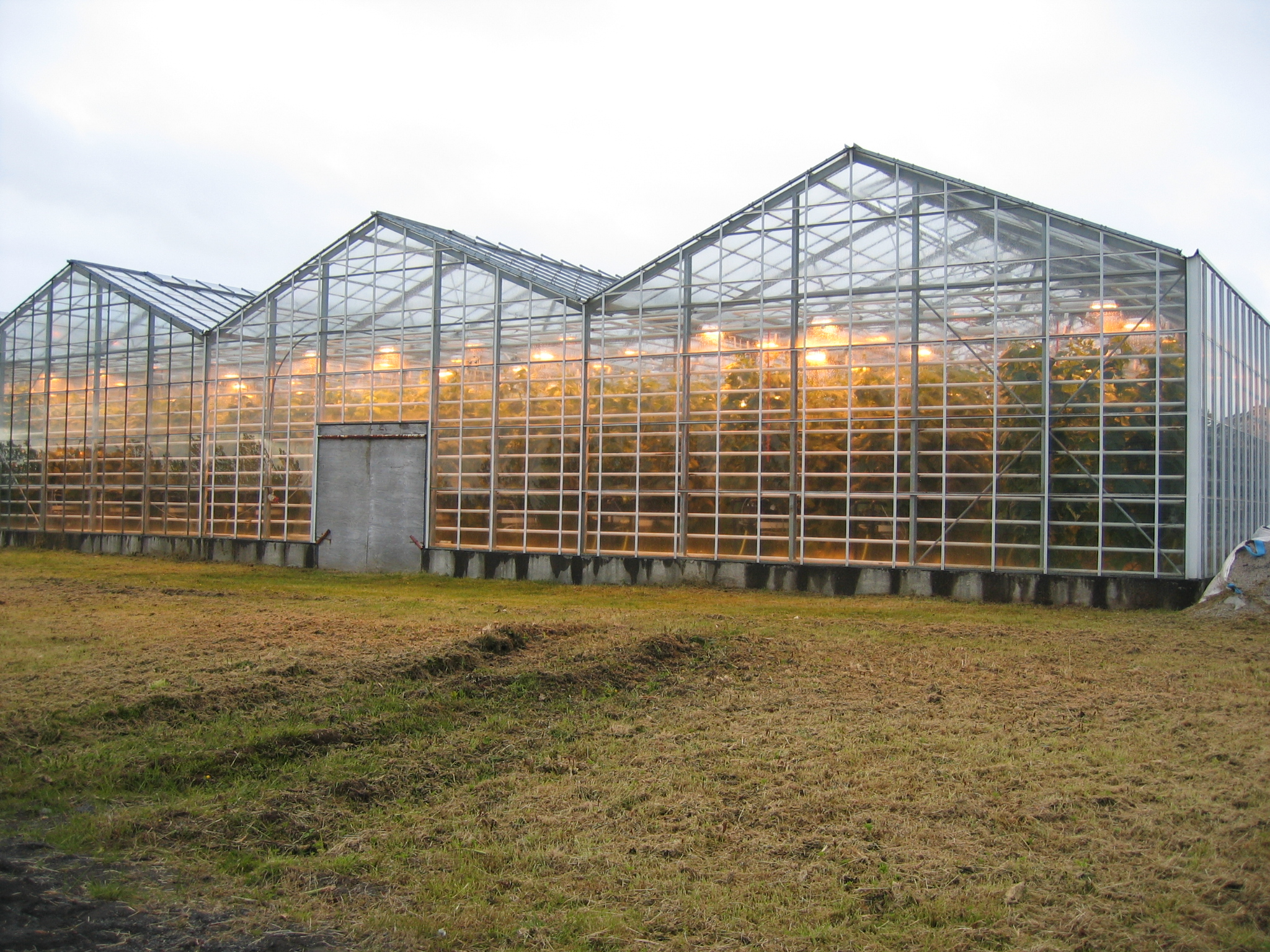
Gewächshaus in Reykholt